# Tachychlora lepidaria
Tachychlora lepidaria es una especie de polilla de la familia Geometridae. La especie fue descrita por el entomólogo francés Paul Thierry-Mieg en 1882. Se halla en Surinam. El holotipo de la especie fue seleccionado a poca distancia de Paramaribo.